# シャルル・ティヨ
シャルル・ティヨ（Charles Tillot、1825年4月9日 - 1906年6月3日）はフランスの画家、美術評論家である。テオドール・ルソーやジャン＝フランソワ・ミレーに学び、「バルビゾン派」の画家の一人として活動した。父親の編集する新聞「Le Siècle」に美術評論を執筆した。画家としては、風景や花を描くのを得意とし、1876年の第2回印象派展から印象派の展覧会に出展したことで知られる。

## 略歴
ノルマンディー、セーヌ＝マリティーム県のルーアンで生まれた。父親は1850年頃から新聞「Le Siècle」の役員(directeur gérant)を務めたクロード・ティヨ(Claude Tillot)である。1839年にパリに移り、アンリ・シェフェールに学んだ後、バルビゾン派の画家、テオドール・ルソーに学んだ。後にバルビゾン村のジャン＝フランソワ・ミレーの家のすぐ近くに家を買いミレーに学んだ。1846年にサロン・ド・パリに出展し、1849年と1855年のパリ・サロンにも作品が展示された。
父親が役員を務める新聞に美術記事を寄稿し、美術評論家として知られるようになった。
アンリ・ルアールと親しくなり、エドガー・ドガとも親しくなった。ミレーが亡くなった後の1876年の第2回印象派展に6点の作品を出展し、その後、第7回の展覧会を除いて出展した。

## 作品

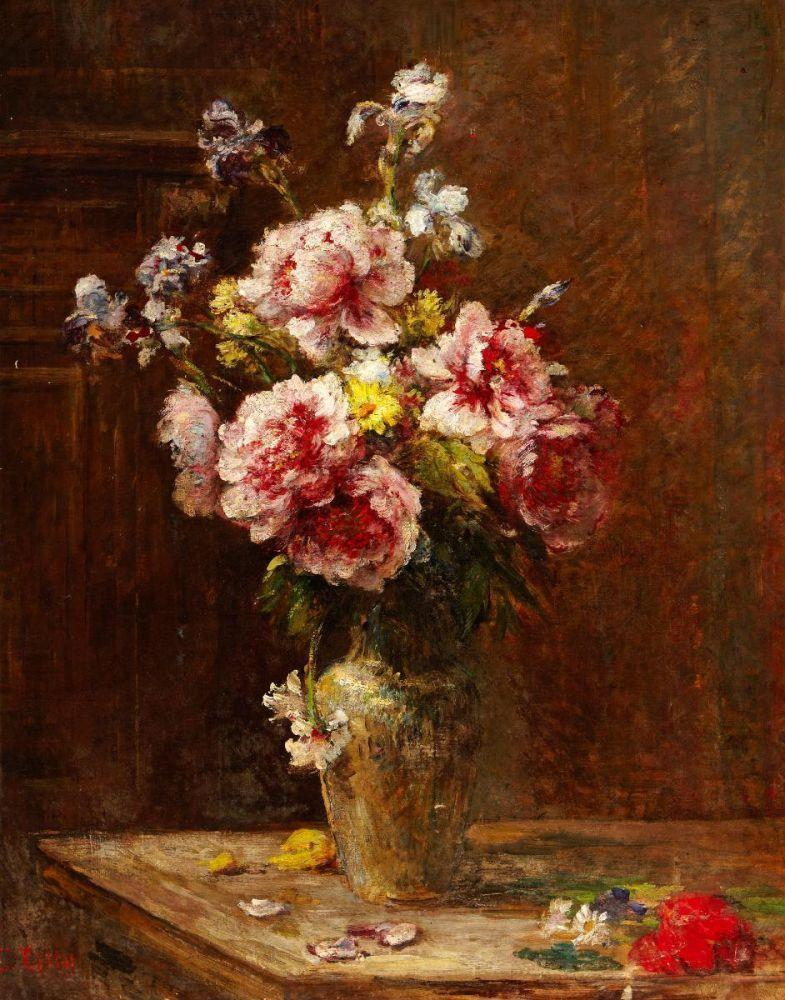
花
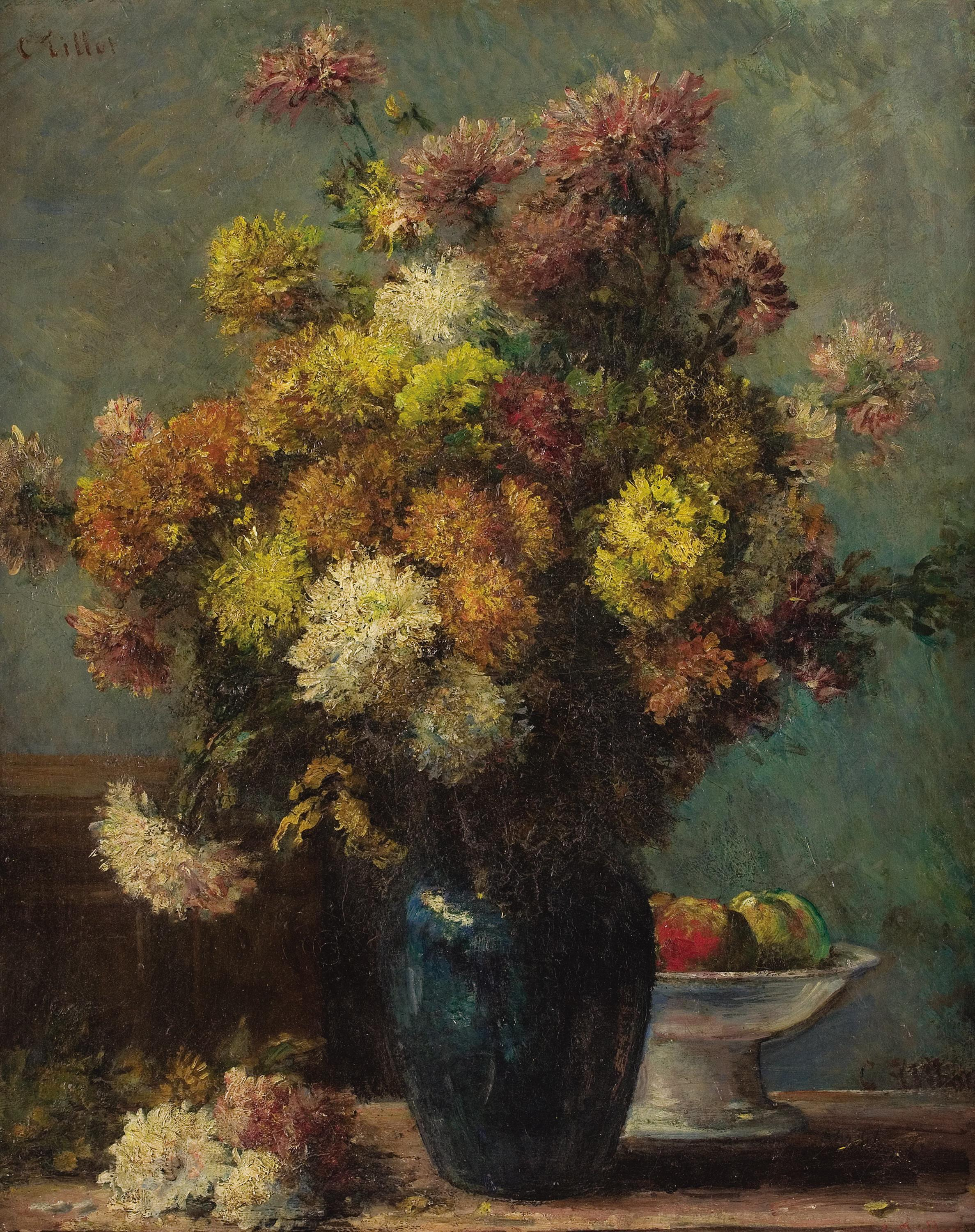
青い花瓶の静物画(1877)